# Vorstendom Lucca en Piombino

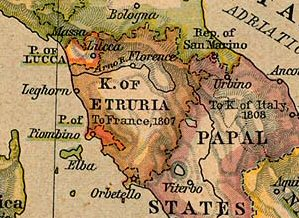
Kaart met het grondgebied van het vorstendom Lucca en Piombino

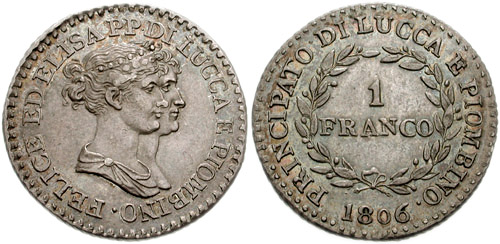
Elisa Bonaparte en haar man Félix Baciocchi op munten van het vorstendom (1806)

Het Vorstendom Lucca en Piombino (Italiaans: Principato di Lucca e Piombino) was een napoleontische staat in Toscane (Italië) van 1805 tot 1815.
De Noord-Italiaanse stad Lucca, met het omringende land, was oorspronkelijk een republiek. In 1799 kwam Lucca onder Frans bewind, en in 1805 werd het een klein onafhankelijk vorstendom door toedoen van de Franse keizer Napoleon, die er zijn zus Elisa Bonaparte als prinses van Lucca en Piombino op de troon plaatste (Piombino in maart 1805 en Lucca in juni 1805), met haar man Félix Baciocchi als prins-gemaal. In 1809 werd Elisa groothertogin van Toscane en voegde Napoleon Lucca en Piombino toe aan Toscane.
Het Congres van Wenen verving in 1815 het vorstendom door het hertogdom Lucca en plaatste de staat onder het bewind van de Bourbons, ter compensatie van het verlies van het hertogdom Parma, dat aan Napoleons voormalige echtgenote Marie Louise van Oostenrijk werd toegewezen. Piombino werd door het Congres van Wenen aan het groothertogdom Toscane toegekend.